# Vaimanika devas
Les Vaimanika Devas sont des Êtres vivants dans le paradis de l'univers suivant le jaïnisme. Les démons vivent dans les enfers, sous le monde des humains qui est au milieu; au-dessus vivent entre autres les Vaimanika Devas. Il existe plusieurs royaumes, plusieurs "étages" dans le paradis jaïn. Des Kalpopanna devas, des Kalpatita devas et des Sarvarthasiddhis peuplent aussi ces Cieux. Ces Êtres ont généralement connu la vie humaine avant de réussir à se libérer de l'esclavage du karma. Le mot Deva peut se traduire par: dieu, cependant le jaïnisme parle d'Âme suprême et non pas de divinité; le concept de Dieu n'existe pas dans cette religion.